# Norvège aux Jeux olympiques d'été de 2020
La Norvège participe aux Jeux olympiques de 2020 à Tokyo au Japon. Il s'agit de sa 26e participation à des Jeux d'été.
En raison de la pandémie de Covid-19, le Comité olympique norvégien annonce le boycott de ces Jeux si ceux-ci ne sont pas reportés.

## Médaillés
| Sport        | Discipline         | Athlète(s)                 | Performance                                      | Date       |
| ------------ | ------------------ | -------------------------- | ------------------------------------------------ | ---------- |
| Triathlon    | Individuel hommes  | Kristian Blummenfelt       | 1 h 45 min 4 s                                   | 26 juillet |
| Athlétisme   | 400 m haies hommes | Karsten Warholm            | 45 s 94 WR                                       | 3 août     |
| Athlétisme   | 1 500 m hommes     | Jakob Ingebrigtsen         | 3 min 28 s 32 OR                                 | 7 août     |
| Beach-volley | Tournoi masculin   | Anders Mol Christian Sørum | Krasilnikov / Stoyanovskiy Victoire 21-17, 21-18 | 7 août     |

| Sport      | Discipline                 | Athlète(s)       | Performance   | Date       |
| ---------- | -------------------------- | ---------------- | ------------- | ---------- |
| Aviron     | Skiff masculin             | Kjetil Borch     | 6 min 41 s 66 | 30 juillet |
| Athlétisme | Lancer du marteau masculin | Eivind Henriksen | 81,58 m NR    | 4 août     |

| Sport    | Discipline      | Athlète(s) | Performance          | Date     |
| -------- | --------------- | --- | -------------------- | -------- |
| Voile    | Laser hommes    | Hermann Tomasgaard | 85 points            | 1er août |
| Handball | Tournoi féminin | Silje Solberg Katrine Lunde Camilla Herrem Sanna Solberg Marit Røsberg Jacobsen Veronica Kristiansen Kristine Breistøl Stine Skogrand Nora Mørk Henny Reistad Stine Bredal Oftedal Marta Tomac Marit Malm Frafjord Kari Brattset Vilde Johansen | Suède Victoire 36-19 | 8 août   |

| Sport        |   |   |   | Total |
| ------------ | - | - | - | ----- |
| Athlétisme   | 2 | 1 | 0 | 3     |
| Aviron       | 0 | 1 | 0 | 1     |
| Beach-volley | 1 | 0 | 0 | 1     |
| Handball     | 0 | 0 | 1 | 1     |
| Triathlon    | 1 | 0 | 0 | 1     |
| Voile        | 0 | 0 | 1 | 1     |
| Total        | 4 | 2 | 2 | 8     |

| Jour       |   |   |   | Total |
| ---------- | - | - | - | ----- |
| 26 juillet | 1 | 0 | 0 | 1     |
| 30 juillet | 0 | 1 | 0 | 1     |
| 1er août   | 0 | 0 | 1 | 1     |
| 3 août     | 1 | 0 | 0 | 1     |
| 4 août     | 0 | 1 | 0 | 1     |
| 7 août     | 2 | 0 | 0 | 2     |
| 8 août     | 0 | 0 | 1 | 1     |
| Total      | 4 | 2 | 2 | 8     |

| Sexe   |   |   |   | Total |
| ------ | - | - | - | ----- |
| Femmes | 0 | 0 | 1 | 1     |
| Hommes | 4 | 2 | 1 | 7     |
| Total  | 4 | 2 | 2 | 8     |

## Athlètes engagés
| Sport        | Hommes | Femmes | Total |
| ------------ | ------ | ------ | ----- |
| Athlétisme   | 10     | 5      | 15    |
| Aviron       | 7      | 0      | 7     |
| Beach-volley | 2      | 0      | 2     |
| Canoë-kayak  | 1      | 0      | 1     |
| Cyclisme     | 6      | 3      | 9     |
| Équitation   | 1      | 0      | 1     |
| Golf         | 2      | 1      | 3     |
| Gymnastique  | 1      | 1      | 2     |
| Handball     | 15     | 15     | 30    |
| Natation     | 3      | 1      | 4     |
| Plongeon     | 0      | 1      | 1     |
| Taekwondo    | 1      | 0      | 1     |
| Tir          | 3      | 2      | 5     |
| Triathlon    | 3      | 1      | 4     |
| Voile        | 4      | 4      | 8     |
| Total        | 59     | 34     | 93    |

## Résultats

### Athlétisme
| Athlète                   | Épreuve              | 1er tour       | 1er tour    | Demi-finale   | Demi-finale | Finale           | Finale                         |
| Athlète                   | Épreuve              | Temps          | Rang        | Temps         | Rang        | Temps            | Rang                           |
| ------------------------- | -------------------- | -------------- | ----------- | ------------- | ----------- | ---------------- | ------------------------------ |
| Filip Ingebrigtsen        | 1 500 m masculin     | 3 min 38 s 2   | 10e         | Éliminé       | Éliminé     | Éliminé          | Éliminé                        |
| Jakob Ingebrigtsen        | 1 500 m masculin     | 3 min 36 s 49  | 4e          | 3 min 32 s 13 | 2e          | 3 min 28 s 32 OR | Médaille d'or, Jeux olympiques |
| Narve Gilje Nordås        | 5 000 m masculin     | 13 min 41 s 82 | 12e         | Non disputé   | Non disputé | Éliminé          | Éliminé                        |
| Karsten Warholm           | 400 m haies masculin | 48 s 65        | 1er         | 47 s 30       | 1er         | 45 s 94 WR       | Médaille d'or, Jeux olympiques |
| Sondre Nordstad Moen      | Marathon masculin    | Non disputé    | Non disputé | Non disputé   | Non disputé | 2 h 17 min 59 s  | 40e                            |
| Håvard Haukenes           | 50 km marche         | Non disputé    | Non disputé | Non disputé   | Non disputé | Abandon          | Abandon                        |
| Hedda Hynne               | 800 m féminin        | 2 min          | 3e          | 2 min 2 s 38  | 7e          | Éliminée         | Éliminée                       |
| Karoline Bjerkeli Grøvdal | 5 000 m féminin      | 14 min 56 s 82 | 5e          | Non disputé   | Non disputé | 15 min 9 s 37    | 14e                            |
| Karoline Bjerkeli Grøvdal | 10 000 m féminin     | Non disputé    | Non disputé | Non disputé   | Non disputé | Abandon          | Abandon                        |
| Amalie Iuel               | 400 m haies féminin  | 55 s 65        | 6e          | 57 s 61       | 8e          | Éliminée         | Éliminée                       |
| Line Kloster              | 56 s 45              | 7e             | Éliminée    | Éliminée      | Éliminée    | Éliminée         |                                |

| Athlète           | Épreuve                    | Qualification | Qualification | Finale      | Finale                             |
| Athlète           | Épreuve                    | Performance   | Rang          | Performance | Rang                               |
| ----------------- | -------------------------- | ------------- | ------------- | ----------- | ---------------------------------- |
| Sondre Guttormsen | Saut à la perche masculin  | 5,50 m        | 11e           | Éliminé     | Éliminé                            |
| Ola Stunes Isene  | Lancer du disque masculin  | 63,26 m       | 3e            | 61,18 m     | 12e                                |
| Eivind Henriksen  | Lancer du marteau masculin | 78,79 m NR    | 3e            | 81,58 m NR  | Médaille d'argent, Jeux olympiques |
| Lene Retzius      | Saut à la perche féminin   | 4,25 m        | =14e          | Éliminée    | Éliminée                           |

| Athlète    | Épreuve  | 100 m   | SL     | LP      | SH     | 400 m   | 110 H   | LD      | SP     | LJ      | 1 500 m       | Total | Rang |
| ---------- | -------- | ------- | ------ | ------- | ------ | ------- | ------- | ------- | ------ | ------- | ------------- | ----- | ---- |
| Martin Roe | Résultat | 10 s 86 | 7,03 m | 13,98 m | 1,96 m | 50 s 93 | 15 s 47 | 48,37 m | 4,80 m | 62,28 m | 4 min 47 s 58 | 7 863 | 19e  |
| Martin Roe | Points   | 892     | 821    | 727     | 767    | 772     | 794     | 836     | 849    | 772     | 633           | 7 863 | 19e  |

### Aviron
| Athlète                                                     | Compétition                          | Série         | Série | Repêchages   | Repêchages   | Quarts de finale | Quarts de finale | Demi-finale                    | Demi-finale | Finale                 | Finale                             |
| Athlète                                                     | Compétition                          | Temps         | Rang  | Temps        | Rang         | Temps            | Rang             | Temps                          | Rang        | Temps                  | Rang                               |
| ----------------------------------------------------------- | ------------------------------------ | ------------- | ----- | ------------ | ------------ | ---------------- | ---------------- | ------------------------------ | ----------- | ---------------------- | ---------------------------------- |
| Kjetil Borch                                                | Skiff masculin                       | 6 min 54 s 48 | 1er   | Non concerné | Non concerné | 7 min 10 s 97    | 1er              | Demi-finale A/B 6 min 42 s 92  | 1er         | Finale A 6 min 41 s 66 | Médaille d'argent, Jeux olympiques |
| Kristoffer Brun Are Strandli                                | Deux de couple poids légers masculin | 6 min 25 s 74 | 1er   | Non concerné | Non concerné | Non disputé      | Non disputé      | Demi-finale A/B 12 min 16 s 25 | 6e          | Finale B Forfait       | 12e                                |
| Martin Helseth Oscar Stabe Helvig Erik Solbakken Olaf Tufte | Quatre de couple masculin            | 5 min 49 s 2  | 4e    | 6 min 2 s 85 | 4e           | Non disputé      | Non disputé      | Non disputé                    | Non disputé | Finale B 5 min 47 s 34 | 9e                                 |

### Beach-volley
| Athlètes                   | Compétition      | Tour préliminaire                              | Tour préliminaire                      | Tour préliminaire                       | Tour préliminaire | 1/8e de finale                           | Quarts de finale                         | Demi-finale                          | Finale / 3e place                                | Rang                           |
| Athlètes                   | Compétition      | Adversaire Score                               | Adversaire Score                       | Adversaire Score                        | Rang              | Adversaire Score                         | Adversaire Score                         | Adversaire Score                     | Adversaire Score                                 | Rang                           |
| -------------------------- | ---------------- | ---------------------------------------------- | -------------------------------------- | --------------------------------------- | ----------------- | ---------------------------------------- | ---------------------------------------- | ------------------------------------ | ------------------------------------------------ | ------------------------------ |
| Anders Mol Christian Sørum | Tournoi masculin | McHugh / Schumann Victoire 21-18, 18-21, 15-13 | Gavira / Herrera Victoire 21-17, 24-22 | Semenov / Leshukov Défaite 19-21, 19-21 | 2e                | Brouwer / Meeuwsen Victoire 21-17, 21-19 | Semenov / Leshukov Victoire 21-17, 21-19 | Pļaviņš / Točs Victoire 21-15, 21-16 | Krasilnikov / Stoyanovskiy Victoire 21-17, 21-18 | Médaille d'or, Jeux olympiques |

### Canoë-kayak
| Athlète            | Compétition       | Série          | Série | Quarts de finale | Quarts de finale | Demi-finale | Demi-finale | Finale Finale B Finale C | Finale Finale B Finale C |
| Athlète            | Compétition       | Temps          | Rang  | Temps            | Rang             | Temps       | Rang        | Temps                    | Rang                     |
| ------------------ | ----------------- | -------------- | ----- | ---------------- | ---------------- | ----------- | ----------- | ------------------------ | ------------------------ |
| Lars Magne Ullvang | K1 1 000 m hommes | 3 min 47 s 253 | 3e    | 3 min 49 s 830   | 3e               | Éliminé     | Éliminé     | Éliminé                  | Éliminé                  |

### Cyclisme

#### BMX
| Athlète        | Compétition | Quart de finale | Quart de finale | Demi-finale | Demi-finale | Finale  | Finale  |
| Athlète        | Compétition | Points          | Rang            | Points      | Rang        | Temps   | Rang    |
| -------------- | ----------- | --------------- | --------------- | ----------- | ----------- | ------- | ------- |
| Tore Navrestad | Hommes      | 9               | 3e              | 18          | 6e          | Éliminé | Éliminé |

#### Sur piste
| Athlète        | Compétition | Scratch | Scratch | Course tempo | Course tempo | Élimination | Élimination | Course aux points | Course aux points | Total | Rang |
| Athlète        | Compétition | Rang    | Points  | Rang         | Points       | Rang        | Points      | Rang              | Points            | Total | Rang |
| -------------- | ----------- | ------- | ------- | ------------ | ------------ | ----------- | ----------- | ----------------- | ----------------- | ----- | ---- |
| Anita Stenberg | Femmes      | 4e      | 34      | 4e           | 34           | 8e          | 26          | 4e                | 3                 | 97    | 5e   |

#### Sur route
| Athlète         | Compétition | Temps          | Rang |
| --------------- | ----------- | -------------- | ---- |
| Katrine Aalerud | Femmes      | 34 min 33 s 38 | 20e  |

| Athlète                    | Compétition | Temps           | Rang    |
| -------------------------- | ----------- | --------------- | ------- |
| Tobias Foss                | Hommes      | 6 h 16 min 53 s | 61e     |
| Markus Hoelgaard           | Hommes      | 6 h 15 min 38 s | 34e     |
| Andreas Leknessund         | Hommes      | 6 h 25 min 12 s | 83e     |
| Tobias Halland Johannessen | Hommes      | 6 h 25 min 12 s | 82e     |
| Katrine Aalerud            | Femmes      | 3 h 59 min 52 s | 37e     |
| Stine Borgli               | Femmes      | Abandon         | Abandon |

#### VTT
| Athlète      | Compétition | Temps           | Rang |
| ------------ | ----------- | --------------- | ---- |
| Erik Hægstad | Hommes      | 1 h 31 min 14 s | 24e  |

### Équitation
| Geir Gulliksen | Quatro | Individuel | 0,00 | 1,00 | 1,00 | 89,41 | =26e | Abandon |

### Golf
| Athlète                    | Compétition       | Scores | Scores | Scores | Scores | Total     | Rang |
| Athlète                    | Compétition       | Jour 1 | Jour 2 | Jour 3 | Jour 4 | Total     | Rang |
| -------------------------- | ----------------- | ------ | ------ | ------ | ------ | --------- | ---- |
| Viktor Hovland             | Épreuve masculine | 68     | 69     | 71     | 64     | 272 (-12) | T14  |
| Kristian Krogh Johannessen | Épreuve masculine | 72     | 70     | 71     | 71     | 284 (0)   | T53  |
| Tonje Daffinrud            | Épreuve féminine  | 81     | 73     | 81     | 74     | 309 (+25) | 60e  |

### Gymnastique artistique
| Athlète          | Compétition       | Qualifications | Qualifications | Finale  | Finale  |
| Athlète          | Compétition       | Note           | Rang           | Note    | Rang    |
| ---------------- | ----------------- | -------------- | -------------- | ------- | ------- |
| Sofus Heggemsnes | Cheval d'arçons   | 13,066         | 44e            | Éliminé | Éliminé |
| Sofus Heggemsnes | Anneaux           | 13,233         | 52e            | Éliminé | Éliminé |
| Sofus Heggemsnes | Barres parallèles | 13,133         | 61e            | Éliminé | Éliminé |
| Sofus Heggemsnes | Barre fixe        | 12,933         | 52e            | Éliminé | Éliminé |

| Athlète        | Compétition         | Qualifications | Qualifications | Finale   | Finale   |
| Athlète        | Compétition         | Note           | Rang           | Note     | Rang     |
| -------------- | ------------------- | -------------- | -------------- | -------- | -------- |
| Julie Erichsen | Barres asymétriques | 11,566         | 75e            | Éliminée | Éliminée |

### Handball
| Compétition      | Phase de groupe             | Phase de groupe       | Phase de groupe           | Phase de groupe         | Phase de groupe       | Phase de groupe | Quart de finale        | Demi-finale          | Finale / 3e place    | Finale / 3e place                   |
| Compétition      | Adversaire Score            | Adversaire Score      | Adversaire Score          | Adversaire Score        | Adversaire Score      | Rang            | Adversaire Score       | Adversaire Score     | Adversaire Score     | Rang                                |
| ---------------- | --------------------------- | --------------------- | ------------------------- | ----------------------- | --------------------- | --------------- | ---------------------- | -------------------- | -------------------- | ----------------------------------- |
| Tournoi masculin | Brésil Victoire 27-24       | Espagne Défaite 27-28 | Argentine Victoire 27-23  | Allemagne Défaite 23-28 | France Victoire 32-29 | 4e              | Danemark Défaite 25-31 | Éliminés             | Éliminés             | Éliminés                            |
| Tournoi féminin  | Corée du Sud Victoire 39-27 | Angola Victoire 30-21 | Monténégro Victoire 35-23 | Pays-Bas Victoire 29-27 | Japon Victoire 37-25  | 1re             | Hongrie Victoire 26-22 | Russie Défaite 26-27 | Suède Victoire 36-19 | Médaille de bronze, Jeux olympiques |

### Natation
| Athlète             | Épreuve                     | Série          | Série | Demi-finale | Demi-finale | Finale   | Finale   |
| Athlète             | Épreuve                     | Temps          | Rang  | Temps       | Rang        | Temps    | Rang     |
| ------------------- | --------------------------- | -------------- | ----- | ----------- | ----------- | -------- | -------- |
| Henrik Christiansen | 400 m nage libre masculin   | 3 min 48 s 88  | 21e   | Non disputé | Non disputé | Éliminé  | Éliminé  |
| Henrik Christiansen | 800 m nage libre masculin   | 7 min 48 s 37  | 9e    | Non disputé | Non disputé | Éliminé  | Éliminé  |
| Henrik Christiansen | 1 500 m nage libre masculin | 15 min 11 s 14 | 21e   | Non disputé | Non disputé | Éliminé  | Éliminé  |
| André Grindheim     | 100 m brasse masculin       | 1 min          | 35e   | Éliminé     | Éliminé     | Éliminé  | Éliminé  |
| Tomoe Zenimoto Hvas | 100 m papillon masculin     | 52 s 22        | 27e   | Éliminé     | Éliminé     | Éliminé  | Éliminé  |
| Tomoe Zenimoto Hvas | 200 m papillon masculin     | 1 min 56 s 30  | 19e   | Éliminé     | Éliminé     | Éliminé  | Éliminé  |
| Tomoe Zenimoto Hvas | 200 m 4 nages masculin      | 1 min 57 s 64  | 12e   | 2 min       | 16e         | Éliminé  | Éliminé  |
| Ingeborg Løyning    | 100 m dos féminin           | 1 min          | 18e   | Éliminée    | Éliminée    | Éliminée | Éliminée |
| Ingeborg Løyning    | 200 m dos féminin           | 2 min 11 s 68  | 17e   | Éliminée    | Éliminée    | Éliminée | Éliminée |

### Plongeon
| Athlète    | Compétition                 | Éliminatoires | Éliminatoires | Demi-finale | Demi-finale | Finale   | Finale   |
| Athlète    | Compétition                 | Points        | Rang          | Points      | Rang        | Points   | Rang     |
| ---------- | --------------------------- | ------------- | ------------- | ----------- | ----------- | -------- | -------- |
| Anne Tuxen | Haut-vol à 10 mètres femmes | 219,15        | 28e           | Éliminée    | Éliminée    | Éliminée | Éliminée |

### Taekwondo
| Athlète          | Compétition           | Huitièmes de finale      | Quarts de finale    | Demi-finale         | Repêchage               | Finale / MB         | Rang |
| Athlète          | Compétition           | Adversaire Résultat      | Adversaire Résultat | Adversaire Résultat | Adversaire Résultat     | Adversaire Résultat | Rang |
| ---------------- | --------------------- | ------------------------ | ------------------- | ------------------- | ----------------------- | ------------------- | ---- |
| Richard Ordemann | Moins de 80 kg hommes | Al-Sharabaty Défaite 4-5 | Non qualifié        | Non qualifié        | Mahboubi Victoire 25-10 | Eissa Défaite 4-12  | 5e   |

### Tir
| Athlète          | Compétition                  | Qualification | Qualification | Finale  | Finale  |
| Athlète          | Compétition                  | Points        | Rang          | Points  | Rang    |
| ---------------- | ---------------------------- | ------------- | ------------- | ------- | ------- |
| Jon-Hermann Hegg | Carabine à air comprimé 10 m | 625,5         | 22e           | Éliminé | Éliminé |
| Jon-Hermann Hegg | Carabine à 50 m 3 positions, | 1 181         | 3e            | 438,0   | 4e      |
| Henrik Larsen    | Carabine à air comprimé 10 m | 627,4         | 11e           | Éliminé | Éliminé |
| Henrik Larsen    | Carabine à 50 m 3 positions  | 1 175         | 9e            | Éliminé | Éliminé |
| Erik Watndal     | Skeet,                       | 121           | 14e           | Éliminé | Éliminé |

| Athlète               | Compétition                   | Qualification | Qualification | Finale   | Finale   |
| Athlète               | Compétition                   | Points        | Rang          | Points   | Rang     |
| --------------------- | ----------------------------- | ------------- | ------------- | -------- | -------- |
| Jeanette Hegg Duestad | Carabine à air comprimé 10 m, | 632,9 OR      | 1re           | 209,3    | 4e       |
| Jeanette Hegg Duestad | Carabine à 50 m 3 positions,  | 1 171-65x     | 8e            | 439,9    | 4e       |
| Jenny Stene           | Carabine à air comprimé 10 m  | 625,5         | 19e           | Éliminée | Éliminée |
| Jenny Stene           | Carabine à 50 m 3 positions   | 1 168-50x     | 12e           | Éliminée | Éliminée |

| Athlète                             | Compétition                   | Qualification 1 | Qualification 1 | Qualification 2 | Qualification 2 | Finale / 3e place   | Finale / 3e place |
| Athlète                             | Compétition                   | Points          | Rang            | Points          | Rang            | Adversaire Résultat | Rang              |
| ----------------------------------- | ----------------------------- | --------------- | --------------- | --------------- | --------------- | ------------------- | ----------------- |
| Jeanette Hegg Duestad Henrik Larsen | Carabine à air comprimé 10 m, | 626,8           | 10e             | Éliminés        | Éliminés        | Éliminés            | Éliminés          |
| Jenny Stene Jon-Hermann Hegg        | Carabine à air comprimé 10 m, | 626,8           | 9e              | Éliminés        | Éliminés        | Éliminés            | Éliminés          |

### Triathlon
| Athlète              | Compétition | Natation (1,5 km) | Transition 1 | Vélo (40 km) | Transition 2 | Course (10 km) | Temps           | Résultat                       |
| -------------------- | ----------- | ----------------- | ------------ | ------------ | ------------ | -------------- | --------------- | ------------------------------ |
| Kristian Blummenfelt | Hommes      | 18 min 4 s        | 39 s         | 56 min 19 s  | 28 s         | 29 min 34 s    | 1 h 45 min 4 s  | Médaille d'or, Jeux olympiques |
| Gustav Iden          | Hommes      | 18 min 24 s       | 39 s         | 55 min 59 s  | 29 s         | 30 min 29 s    | 1 h 46          | 8e                             |
| Casper Stornes       | Hommes      | 17 min 58 s       | 42 s         | 56 min 21 s  | 28 s         | 30 min 50 s    | 1 h 46 min 19 s | 11e                            |
| Lotte Miller         | Femmes      | 19 min 58 s       | 46 s         | 64 min 35 s  | 35 s         | 36 min 49 s    | 2 h 2 min 43 s  | 24e                            |

### Voile
| Athlète                                             | Compétition         | Régate | Régate | Régate | Régate | Régate | Régate | Régate | Régate | Régate | Régate | Régate      | Régate      | Régate | Total net | Rang final                          |
| Athlète                                             | Compétition         | 1      | 2      | 3      | 4      | 5      | 6      | 7      | 8      | 9      | 10     | 11          | 12          | CM     | Total net | Rang final                          |
| --------------------------------------------------- | ------------------- | ------ | ------ | ------ | ------ | ------ | ------ | ------ | ------ | ------ | ------ | ----------- | ----------- | ------ | --------- | ----------------------------------- |
| Anders Pedersen                                     | Finn hommes         | 14     | 6      | 2      | 10     | 13     | 12     | 5      | 11     | 9      | 4      | Non disputé | Non disputé | EL     | 82        | 11e                                 |
| Hermann Tomasgaard                                  | Laser hommes        | 3      | 18     | 15     | 2      | 6      | 8      | 10     | 5      | 19     | 4      | Non disputé | Non disputé | 14     | 83        | Médaille de bronze, Jeux olympiques |
| Endre Funnemark                                     | RS:X hommes         | 14     | 16     | 5      | 11     | 11     | 26 dsq | 9      | 10     | 3      | 19     | 12          | 16          | EL     | 126       | 14e                                 |
| Helene Næss Marie Rønningen                         | 49er FX femmes      | 10     | 17     | 12     | 13     | 10     | 9      | 4      | 9      | 2      | 3      | 18          | 7           | 4      | 118       | 7e                                  |
| Line Flem Høst                                      | Laser Radial femmes | 20     | 3      | 1      | 3      | 10     | 25     | 12     | 6      | 24     | 22     | Non disputé | Non disputé | 10     | 111       | 8e                                  |
| Nicholas Fadler Martinsen Martine Steller Mortensen | Nacra 17 mixte      | 14     | 17     | 18     | 19     | 19     | 18     | 17     | 15     | 17     | 12     | 19          | 17          | EL     | 183       | 19e                                 |